# Nordmakedonien i Junior Eurovision Song Contest
Nordmakedonien debuterade i Junior Eurovision Song Contest 2003 och har till och med 2024 deltagit 19 gånger. Landet var ett av de länder som deltog 2003 då det första JESC någonsin hölls. Landet har tidigare tävlat under namnet Makedonien. 
Nordmakedonien tävlade varje år mellan 2003 och 2011 och lyckades hamna som bäst på en femte plats, 2007 och 2008. Landet drog sig ur tävlingen 2012 eftersom man ogillade röstningssystemet som användes i tävlingen. Dock återvände Nordmakedonien till Junior Eurovision 2013 i Kiev, där man hamnade på bottenplaceringen och kom sist. Detta var andra gången som landet hamnade på sista plats, vilket senast hände 2006. Det ledde till ytterligare ett tillbakadragande till tävlingen 2014, men återvände till 2015 års upplaga. Dock hamnade man för tredje gången på sista plats och är därmed det land som kommit sist flest gånger i tävlingens historia.
Efter ett namnbyte 2019 kommer landet hädanefter att tävla under namnet Nordmakedonien.

## Deltagare
| År               | Artist                                   | Bidrag                                                      | Översättning                   | Placering | Poäng |
| 2003             | Marija & Viktorija                       | Ti ne me posnavaš (Ти не ме познаваш)                       | Du känner inte mig             | 12        | 19    |
| 2004             | Martina Siljanovska                      | Zabava (Забава)                                             | Fest                           | 7         | 68    |
| 2005             | Denis Dimoski                            | Rodendeski baknež (Родендески бакнеж)                       | Födelsedagspuss                | 8         | 68    |
| 2006             | Zana Aliu                                | Vljubena (Вљубена)                                          | Förälskad                      | 15        | 14    |
| 2007             | Rosica Kulakova & Dimitar Stojmenovski   | Ding Ding Dong                                              | -                              | 5         | 111   |
| 2008             | Bobi Andonov                             | Prati mi SMS (Прати ми СМС)                                 | Skicka ett SMS till mig        | 5         | 93    |
| 2009             | Sara Markovska                           | Za ljubovta (За љубовта)                                    | För kärleken                   | 12        | 31    |
| 2010             | Anja Veterova                            | Magična pesna (Магична песна)                               | Magisk sång                    | 12        | 38    |
| 2011             | Dorian Dlaka                             | Žimi ovoj frak (Жими овој фрак)                             | Jag svär vid min frack         | 12        | 31    |
| Deltog inte 2012 |                                          |                                                             |                                |           |       |
| 2013             | Barbara Popović                          | Ohrid i muzika (Охрид и музика)                             | Ohrid och musik                | 12        | 19    |
| Deltog inte 2014 |                                          |                                                             |                                |           |       |
| 2015             | Ivana Petkovska och Magdalena Aleksovska | Pletenka (Плетенка)                                         | Fläta                          | 17        | 26    |
| 2016             | Martija Stanojković                      | Love Will Lead Our Way (Ljubovta ne vodi) (Љубовта не води) | Kärleken kommer att visa vägen | 12        | 41    |
| 2017             | Mina Blažev                              | Dancing Through Life                                        | Dansar genom livet             | 12        | 69    |
| 2018             | Marija Spasovska                         | Doma (Дома)                                                 | Hemma                          | 12        | 99    |
| 2019             | Mila Morskov                             | Fire                                                        | Eld                            | 6         | 150   |
| Deltog inte 2020 |                                          |                                                             |                                |           |       |
| 2021             | Dajte Muzika                             | Green Forces                                                | Gröna krafter                  | 9         | 114   |
| 2022             | Lara feat. Irina & Jovan                 | Životot E Pred Mene                                         | Mitt liv före mig              | 14        | 54    |
| 2023             | Tamara Grujeska                          | Kaži Mi, Kaži Mi Koj                                        | Säg mig, säg mig vem           | 12        | 76    |
| 2024             | Ana & Aleksej                            | Marathon                                                    | Maraton                        | 16        | 54    |